# Schimpfle GmbH & Co KG
La cervecería Schimpfle GmbH & Co KG es una cervecería en el municipio de Gessertshausen en Baviera. En 1864, Mathias Schimpfle compró una posada con derechos de elaboración de cerveza en Gessertshausen. Thomas Schimpfle más tarde se hizo cargo de la cervecería como maestro cervecero a la edad de 22 años y desarrolló su propia marca de cerveza: Loesch-Zwerg. La cervecería Schimpfle emplea a unas 50 personas (a partir de 2020) y produjo alrededor de 29.000 hectolitros de cerveza en 2009. Según la empresa, la producción anual total de bebidas es de 120.000 hectolitros.

## Productos
- Schimpfle Edelhell
- Schimpfle Export
- Schimpfle Radler
- Löschzwerg Würzig-Hell
- Löschzwerg Cola Weizen
- Löschzwerg Naturradler
- Löschzwerg Goiß/Goaß
- Löschzwerg Pils
- Löschzwerg Kellerbier
- Löschzwerg Radler
- Löschzwerg Weizen-Zitrone Alkoholfrei (sin alcohol)
- Löschzwerg Energy Cola-Orange

Además de varias cervezas, la cervecería Schimpfle produce también limonadas sin alcohol (incluida una cola de cáñamo) y la bebida de mezcla de cola "Bazi"  y el “agua mineral Schwarzachtaler”.